# Simon Brown (baron Brown d'Eaton-under-Heywood)
Pour les articles homonymes, voir Simon Brown et Brown.
Simon Denis Brown, baron Brown d'Eaton-under-Heywood (né le 9 avril 1937 à Sheffield et mort le 7 juillet 2023), est un avocat britannique, ancien Lord of Appeal in Ordinary et juge de la Cour suprême du Royaume-Uni.

## Biographie

### Jeunesse
Fils de Denis Baer Brown et Edna Elizabeth Brown (née Abrahams), Simon Brown est né le 9 avril 1937. Il fait ses études à la Stowe School, une école indépendante de Stowe, dans le Buckinghamshire .
Il fait son service national dans la Royal Artillery de 1955 à 1957. Il est nommé sous-lieutenant le 24 mars 1956 et transféré à la Réserve d'officiers de l'armée régulière le 29 juillet 1957, mettant ainsi fin à son service actif. Il est promu lieutenant le 7 janvier 1961.
Il est diplômé du Worcester College d'Oxford, dont il est élu membre honoraire en 1993.

### Carrière juridique
Simon Brown est admis au barreau du Middle Temple en 1961, après avoir été Harmsworth Scholar . De 1979 à 1984, il est Recorder et First Junior Treasury Counsel (Common Law). En 1980, il est maître du banc au Middle Temple.
Brown est nommé juge de la Haute Cour en 1984 et affecté à la Division du Banc de la Reine, recevant un titre de chevalier lors de sa nomination. Il devient Lord Justice of Appeal, juge de la Cour d'appel d'Angleterre et du pays de Galles, en 1992 et est nommé conseiller privé la même année. Il est vice-président de la division civile de 2001 à 2003.
Le 13 janvier 2004, il est nommé Lord of Appeal in Ordinary, et devient pair de vie avec le titre de baron Brown d'Eaton-under-Heywood,  d'Eaton-under-Heywood dans le comté de Shropshire, siégeant comme crossbencher. Lui et neuf autres Lords of Appeal in Ordinary deviennent juges de la Cour suprême lors de la création de cet organe le 1er octobre 2009.

### Vie privée
Simon Brown est marié à Jennifer Buddicom depuis le 31 mai 1963; ils ont deux fils et une fille (Benoît, Daniel et Abigaïl).